# Pokrajina L'Aquila
Pokrajina L'Aquila (v italijanskem izvirniku Provincia dell'Aquila [provìnča delàkuila]) je ena od štirih pokrajin, ki sestavljajo italijansko deželo Abruci. Meji na severu s pokrajino Teramo, na vzhodu s pokrajinama Pescara in Chieti, na jugu z deželo Molize in na zahodu z deželo Lacij.

## Večje občine
Glavno mesto je L'Aquila, ostale večje občine so (podatki 28.02.2007):
| Občina   | Prebivalcev |
| -------- | ----------- |
| L'Aquila | 72.402      |
| Avezzano | 40.651      |
| Sulmona  | 25.238      |
| Celano   | 11.213      |

## Naravne zanimivosti
Pokrajina je znana po slikovitih rekah. Ena od teh je Tirino, ki po 25 km podzemnega toka pride na plano v treh različnih izvirih v dolini, ki se po njih imenuje Tritana. Je med najbistrejšimi vodami vse Evrope. Druga zanimiva reka je Tavo, ki po nekaj kilometrih ponori v velikansko jamo imenovano Peklensko žrelo (Bocca dell'Inferno). Spet pride na dan v sosednji dolini, kjer ustvari 28 metrov visok slap.
Seznam zaščitenih področij v pokrajini:
- Narodni park Gran Sasso e Monti della Laga (Parco nazionale del Gran Sasso e Monti della Laga)
- Narodni park Abruzzo, Lazio e Molise (Parco nazionale dell'Abruzzo, Lazio e Molise)
- Narodni park Maiella (Parco nazionale della Maiella)
- Naravni rezervat Grotte di Pietrasecca (Riserva naturale speciale delle Grotte di Pietrasecca)
- Naravni rezervat Monte Salviano (Riserva naturale guidata Monte Salviano)
- Naravni rezervat Gole di S. Venanzio (Riserva naturale guidata Gole di S. Venanzio)
- Naravni rezervat Monte Genzana e Alto Gizio (Riserva naturale guidata Monte Genzana e Alto Gizio)
- Naravni rezervat Gole del Sagittario (Riserva naturale guidata Gole del Sagittario)
- Naravni rezervat Zompo lo Schioppo (Riserva naturale guidata Zompo lo Schioppo)
- Naravni rezervat Sirente - Velino (Parco regionale naturale del Sirente - Velino)
- Naravni rezervat Feudo Intramonti (Riserva naturale Feudo Intramonti)
- Naravni rezervat Colle di Licco (Riserva naturale Colle di Licco)
- Naravni rezervat Monte Rotondo (Riserva naturale Monte Rotondo)
- Naravni rezervat Lago di Campotosto (Riserva naturale del Lago di Campotosto)
- Naravni rezervat Pantaniello (Riserva naturale Pantaniello)

## Zgodovinske zanimivosti
Campo Imperatore je visoka planota v sklopu gorske skupine Gran Sasso, ki je znana predvsem po odličnih smučiščih. V zgodovino se je zapisala z dvema zelo različnima dogodkoma. Prvič se omenja, ker je bil leta 1943 tu interniran Benito Mussolini, dokler ga niso osvobodili esesovci (operacija Hrast (1943)). Druga omemba je znanstvenega značaja. Na nadmorski višini 2200 metrov se namreč nahaja eden najstarejših italijanskih teleskopov. Deluje od leta 1958, ko je bil nameščen prvi aparat Schmidt 60/90/180, ki je danes opremljen z modernimi avtomati. Poleg tega je bila kmalu zgrajena druga kupola, v katero je bil leta 1998 nameščen ruski teleskop na infrardeče valovanje AZT24 s premerom 1100 mm.